# گیاه مهردار
گیاه مُهردار (نام علمی: Sigillariaceae) نام یک تیره از راسته پولک‌درخت‌سانان است.

## نگارخانه

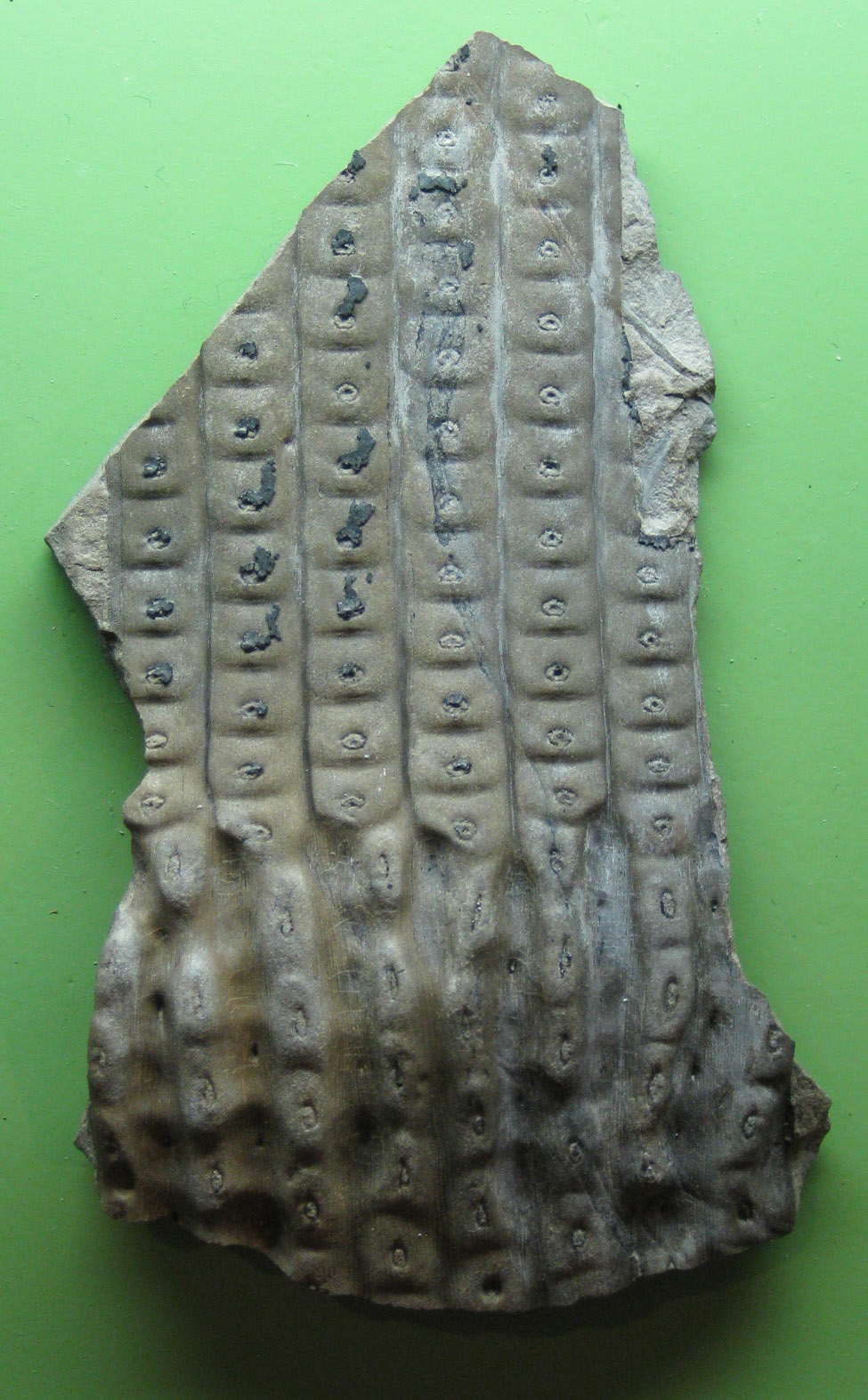
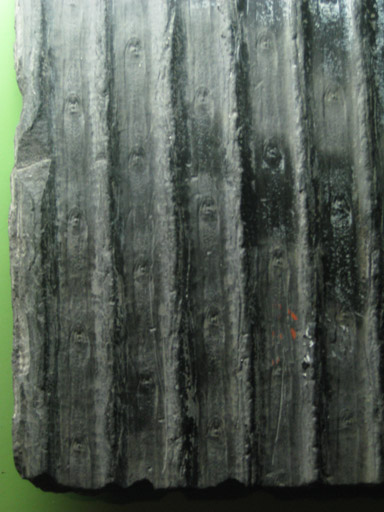
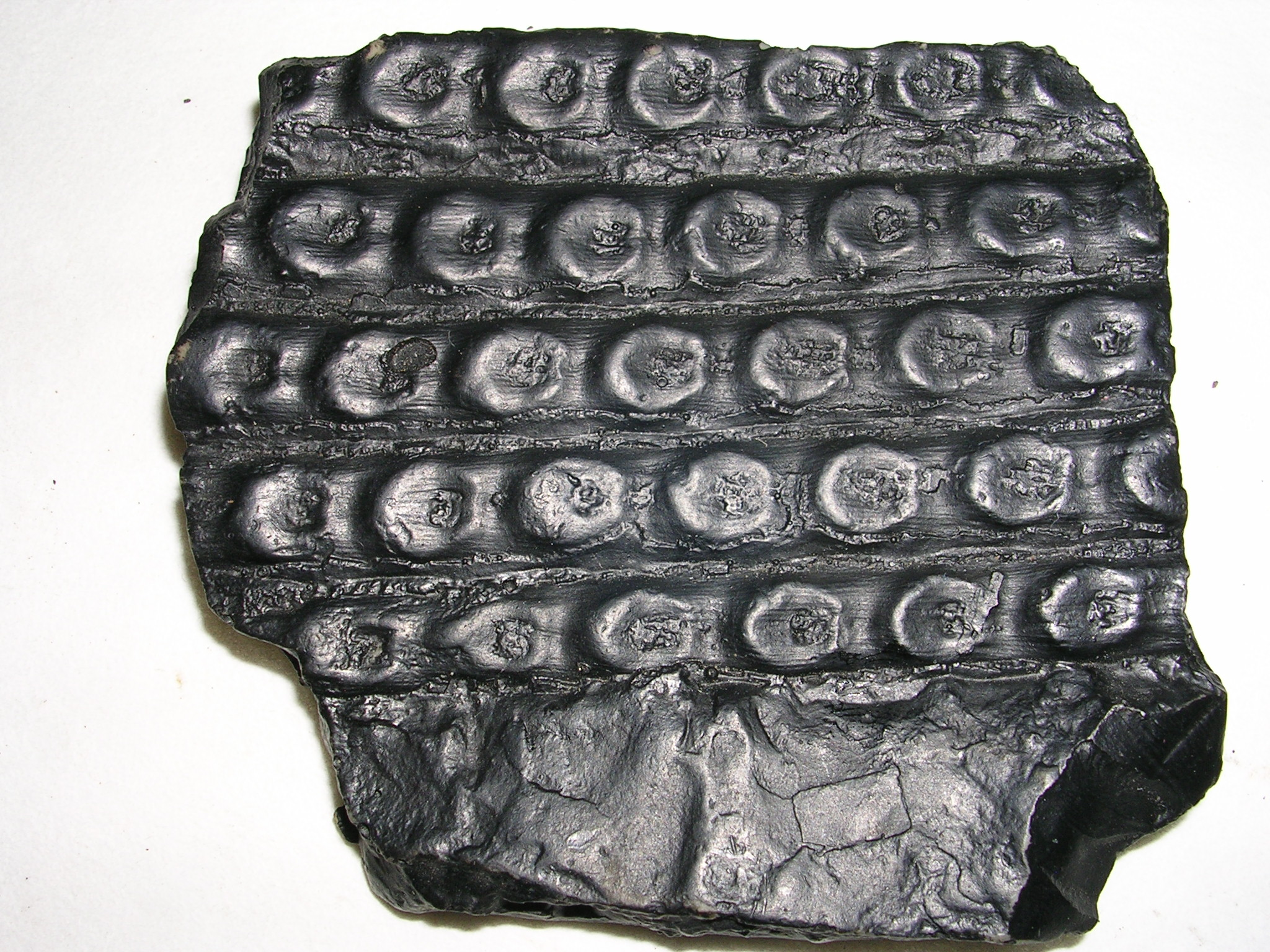
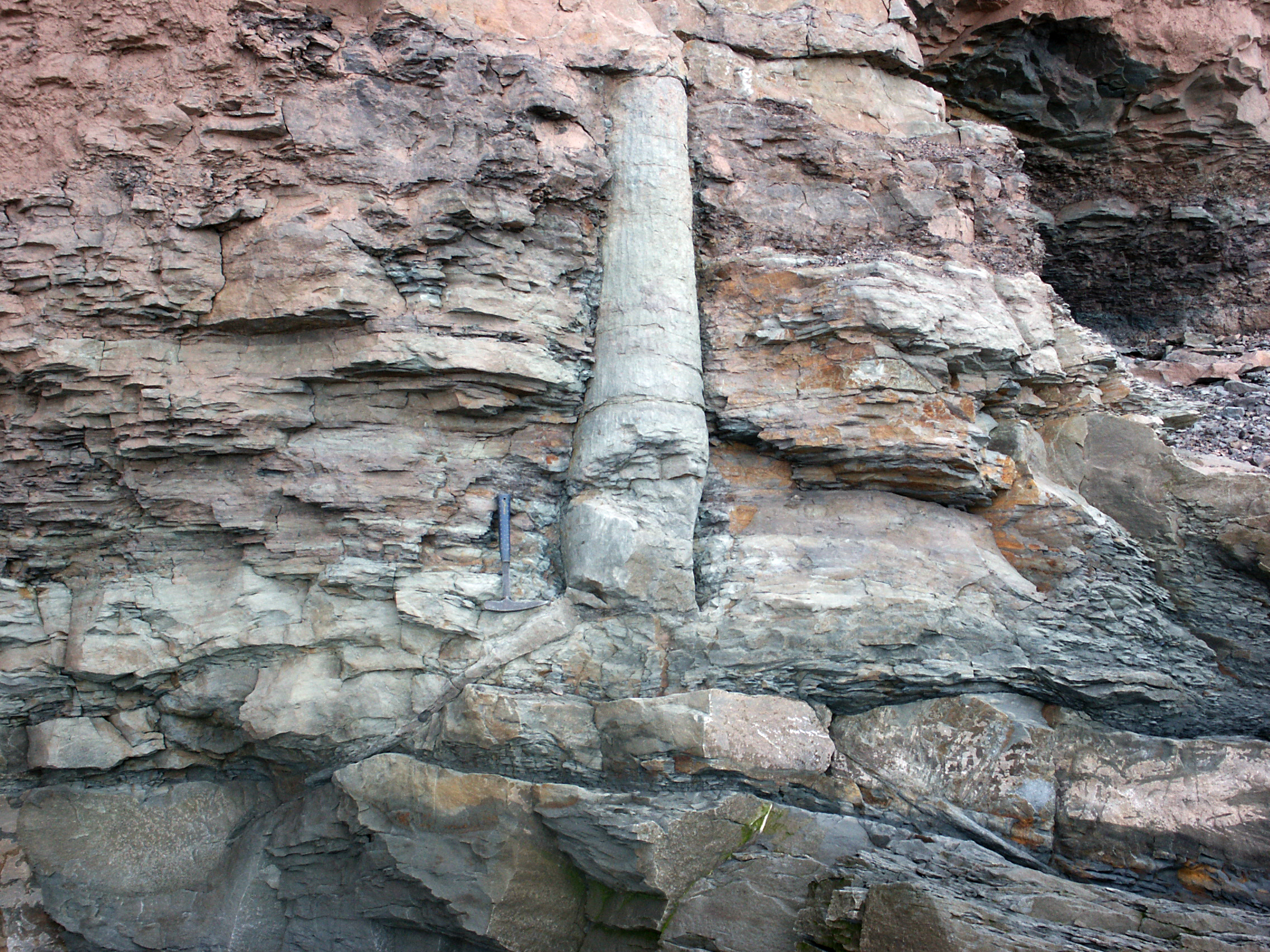